# Агнеш Келеті
Агнеш Келеті (угор. Keleti Ágnes, 9 січня 1921 — 2 січня 2025) — угорська гімнастка, олімпійська чемпіонка.

## Життєпис
Агнеш Келеті народилася 9 січня 1921 року в Будапешті в єврейській родині. У роки Голокосту її життя опинилося під загрозою через єврейське походження. Щоб уникнути переслідувань нацистів, переховувалася в угорському селі під вигаданим ім’ям. У той час багато членів її родини загинули в концентраційних таборах.
Келеті пережила Голокост і стала однією з найтитулованіших гімнасток в історії спорту.

## Виступи на Олімпіадах
| Олімпіада      | Дисципліна                  | Місце |
| -------------- | --------------------------- | ----- |
| Гельсінкі 1952 | абсолютний залік            | 6     |
| Гельсінкі 1952 | командний залік             | 2     |
| Гельсінкі 1952 | командні вправи з предметом | 3     |
| Гельсінкі 1952 | вільні врави                | 1     |
| Гельсінкі 1952 | опорний стрибок             | 41T   |
| Гельсінкі 1952 | різновисокі бруси           | 3     |
| Гельсінкі 1952 | колода                      | 4     |
| Мельбурн 1956  | абсолютний залік            | 2     |
| Мельбурн 1956  | командний залік             | 2     |
| Мельбурн 1956  | командні вправи з предметом | 1     |
| Мельбурн 1956  | вільні врави                | 1T    |
| Мельбурн 1956  | опорний стрибок             | 23T   |
| Мельбурн 1956  | різновисокі бруси           | 1     |
| Мельбурн 1956  | колода                      | 1     |